# Chin Hills
Chin Hills är kullar i Myanmar.   De ligger i regionen Chin, i den västra delen av landet, 400 km nordväst om huvudstaden Naypyidaw.